# NGC 5360
NGC 5360 је спирална галаксија у сазвежђу Девица која се налази на NGC листи објеката дубоког неба.
Деклинација објекта је + 4° 59' 0" а ректасцензија 13h 55m 38,4s. Привидна величина (магнитуда) објекта NGC 5360 износи 13,7 а фотографска магнитуда 14,6. Налази се на удаљености од 22,9000 милиона парсека од Сунца. NGC 5360 је још познат и под ознакама IC 958, UGC 8838, MCG 1-36-1, CGCG 46-3, PGC 49513.